# Chibi Maruko-chan
Chibi Maruko-chan – manga autorstwa Momoko Sakury. Była wydawana w latach 1986–1996, a kolejne trzy tomy wydano także w 2003, 2009 i 2018 roku. 
7 stycznia 1990 w telewizji zadebiutował serial o takiej samej nazwie. Był emitowany do 27 września 1992 i doczekał się 142 odcinków. 8 stycznia 1995 wystartowała nowa seria anime, emitowana do dziś.
Serial jest przeznaczony dla młodych widzów.